# Christopher Reinhard
Christopher Reinhard (* 19. Mai 1985 in Offenbach am Main) ist ein deutscher Fußballspieler.

## Karriere
Sein bisher größter sportlicher Erfolg ist neben der Teilnahme an der U-20-Weltmeisterschaft in Holland der Bundesligaaufstieg mit Frankfurt in der Saison 2004/05, an dem er laut Trainer Friedhelm Funkel mit starken Leistungen in der Hinrunde einen großen Anteil hatte. Reinhards ehemaliger Trainer bei der U-20 Nationalmannschaft, Jürgen Kohler, räumte ihm 2005 im Kicker Sportmagazin noch Chancen auf die Fußball-Weltmeisterschaft 2006 ein und hielt große Stücke auf ihn.
Reinhard schaffte in der Aufstiegssaison den Sprung in den Profikader und kam in dieser Spielzeit zu 24 Einsätzen. Reinhard schoss zwei Tore und bildete mit Patrick Ochs, seinem Pendant auf der rechten Abwehrseite, die sogenannte „Flügelzange“ der Eintracht. Nach Verletzungen fand er nicht mehr den Anschluss an die erste Mannschaft und wurde meist nur noch in der U-23 der Eintracht in der Oberliga Hessen eingesetzt. Weder dort noch im Training konnte er Trainer Funkel überzeugen, in den beiden Spielzeiten 2005 bis 2007 kam er auf lediglich neun Bundesliga-Einsätze.

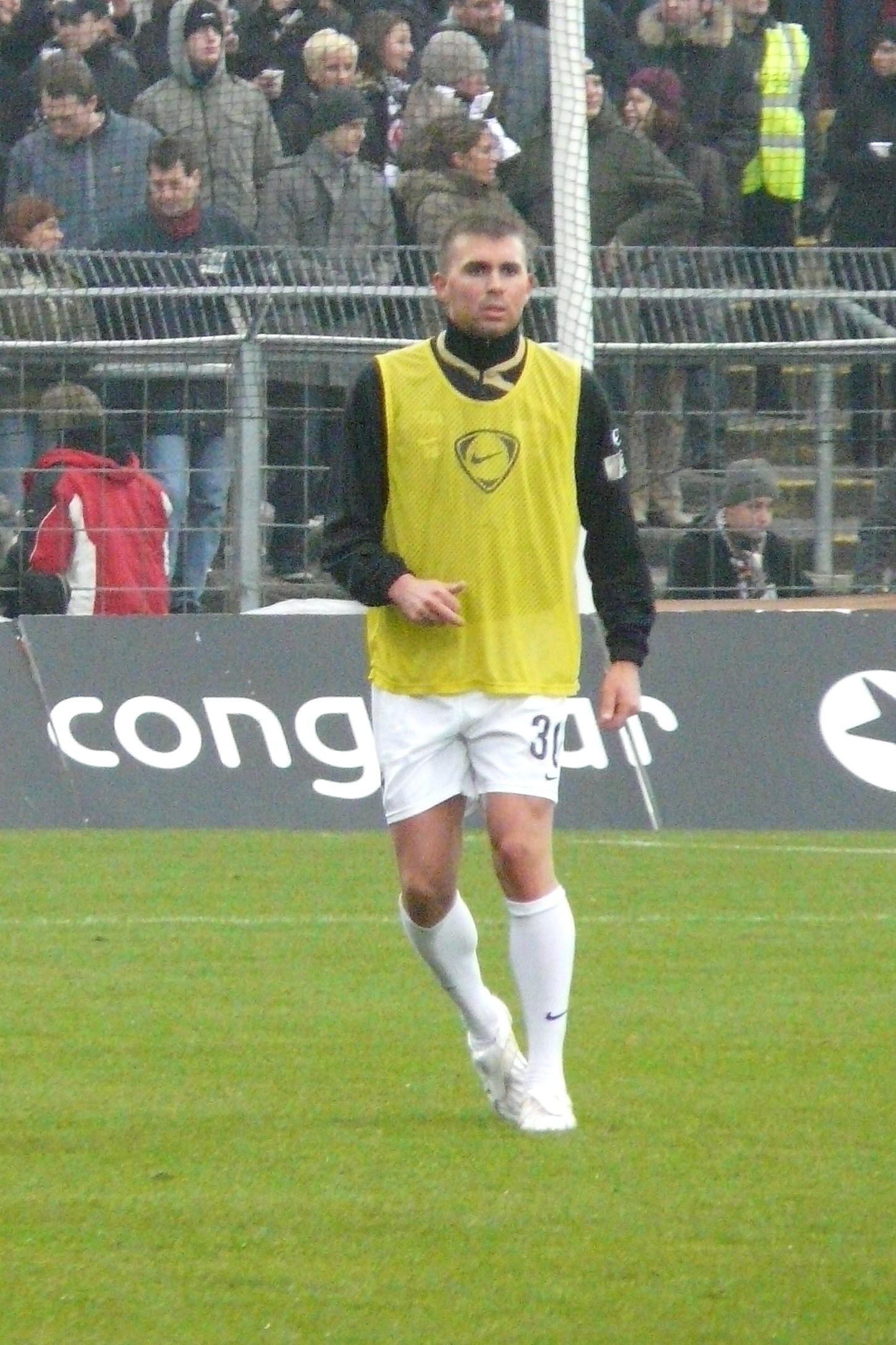
Christopher Reinhard im Trikot vom FC Ingolstadt 04 2008

Zur Saison 2007/08 wechselte Christopher Reinhard von Eintracht Frankfurt zum Karlsruher SC und erhielt dort einen Dreijahresvertrag. Da er beim KSC nie ganz in die Profimannschaft gefunden hatte, wechselte er zum Zweitligisten FC Ingolstadt 04. Auch dort blieb er nur eine Saison. Nachdem er ab September 2009 für Eintracht Trier gespielt hatte, wechselte Reinhard zur Saison 2010/11 zum hessischen Landesligisten TGM SV Jügesheim. Bei der TGM SV Jügesheim erzielte er in 34 Spielen fünf Tore und trug damit zum Aufstieg des Vereins in die Hessenliga bei.
Vom Sommer 2012 bis zur Winterpause 2014/15 spielte Reinhard für den 1. FC Magdeburg in der Regionalliga Nordost. Zur Rückrunde schloss er sich dem VfB Germania Halberstadt an. Im Sommer 2015 wechselte Reinhard zum hessischen Oberligisten Sportfreunde Seligenstadt. Ende Dezember 2016 verließ Reinhard den Hessenligisten Sportfreunde Seligenstadt und schloss sich dem FC Germania Bieber in der Fußball-Kreisliga A Offenbach Ost an. Dann folgten der VfB 1900 Offenbach, Kickers Viktoria Mühlheim und seit 2021 ist er für die DJK SV Sparta Bürgel in der Gruppenliga Frankfurt Ost aktiv.

## Erfolge
- Landespokal Sachsen-Anhalt: 2013, 2014